# Xyston

Fresque du tombeau de Niausta, fin du, représentant un prodromoi armé d'un xyston.

Le xyston (en grec ancien ξυστόν / xustón ) est une longue lance de cavalerie utilisée dans l'armée macédonienne à partir du milieu du IVe siècle av. J.-C., particulièrement par les Compagnons (hétaires) et les prodromoi (éclaireurs). Le terme xyston, « bâton pointu » littéralement « rasé », est dérivé du verbe ξύω / xuô qui signifie « raser ». La masse relativement légère du xyston lui permet d'être utilisé d'une seule main, ce qui est un avantage pour les unités montées.

## Caractéristiques
Plus long et robuste que la simple dóry (la lance des hoplites), le xyston mesure environ 3,5 à 4,25 m. Il est taillé dans le bois de cornouiller mâle, ce qui lui assure à la fois souplesse et solidité. La représentation du xyston d'Alexandre le Grand sur la mosaïque d'Alexandre, ainsi que la fresque du tombeau de Niausta qui montrerait un prodromoi, suggèrent qu'il peut être utilisé au combat d'une seule main pour frapper de face. Selon les circonstances, le xyston aurait pu aussi être tenu à deux mains. Comme la sarisse, il possède une pointe de fer à chaque extrémité. La pointe secondaire pourrait servir de contrepoids et également de pointe de secours au cas où il se briserait. Le bois est effilé aux extrémités afin d'y insérer les pointes de lance en fer. Le milieu de la lance est plus fin que les bords extérieurs, lui donnant l'impression d'une forme concave.
Cette lance permet d'assurer des charges efficaces sur les parties hautes de l'adversaire (tête et torse). Après les conquêtes d'Alexandre le Grand, les Compagnons sont parfois nommés par les sources xystophores (« porteurs de lance ») en raison de leur utilisation de la xyston. Les Compagnons sont parfois armés de la sarisse, comme les prodromoi / sarissophores, quand la situation le commande.

## Historique

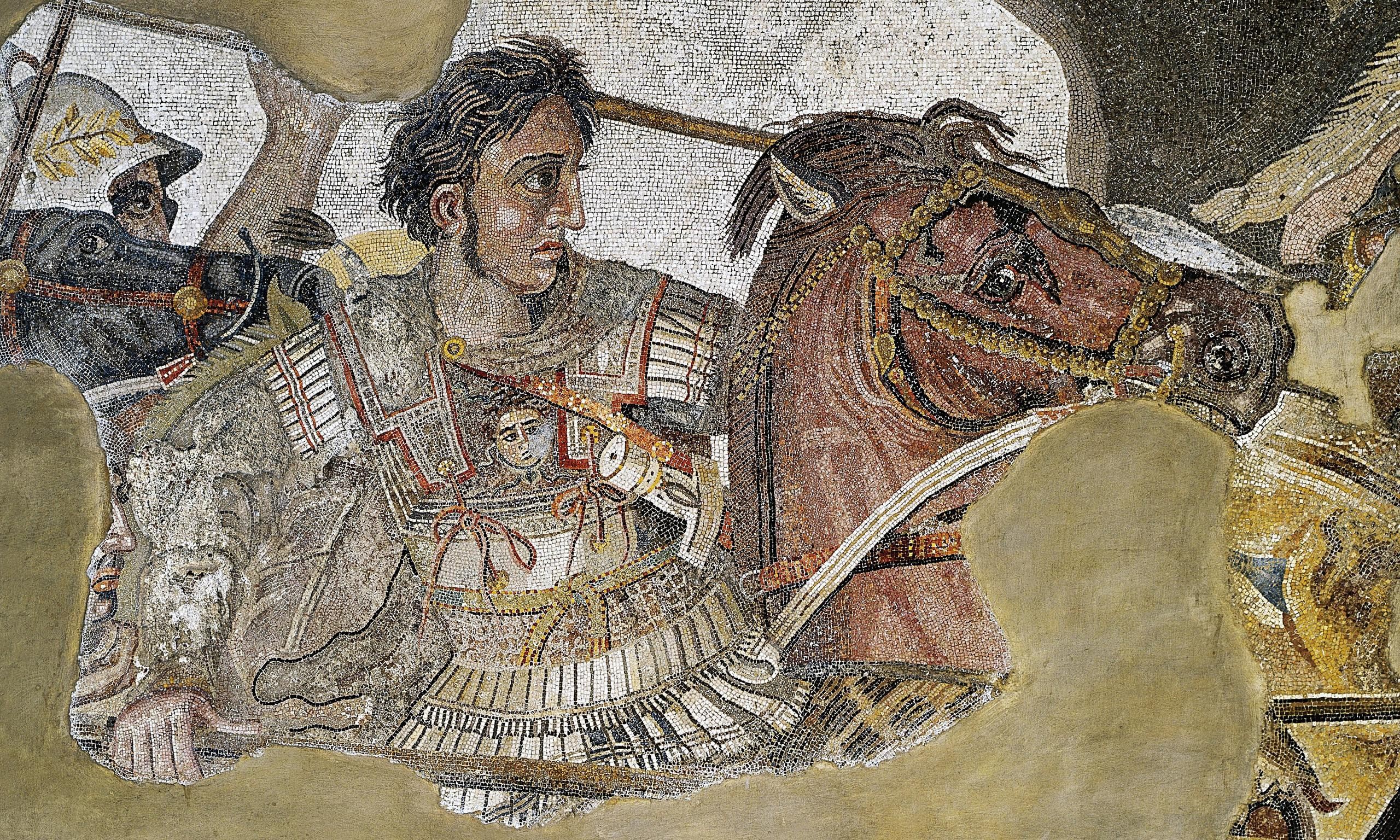
Détail de la mosaïque d'Alexandre montrant Alexandre et un Compagnon armés d'un xyston.

Le xyston a probablement évolué à partir d'autres lances grecques appelées akon et palton. L'usage du cornouillier mâle (dit cornus mas ou cornouiller sauvage), un bois très dense et moins cassant que le roseau employé auparavant en Grèce, aurait été introduit à Athènes par Xénophon, de retour d'Asie après son anabase ; cet usage se serait ensuite étendu en Macédoine. Le cornouiller est commun dans les montagnes boisées de Macédoine ; on le trouve aussi en Phthie, en Étolie, en Arcadie et en Laconie. Le cornouiller est si largement utilisé qu'aux IVe et IIIe siècles av. J.-C., le terme est utilisé dans la poésie pour désigner le mot « lance ».
Après les réformes de l'armée macédonienne introduites par Philippe II au milieu du IVe siècle av. J.-C., le xyston aurait pu être en usage dans les phalanges, avant que la sarisse ne soit généralisée. 
Dans la Guerre des Juifs, Flavius Josèphe utilise le terme xyston pour décrire le pilum (javelot) romain.
Le xyston aurait pu servir de modèle à la lance lourde des cataphractaires iraniens, connue sous le nom de kontos (qui signifie littéralement « rame »).